# Parastasia glottidion
Parastasia glottidion är en skalbaggsart som beskrevs av Kuijten 1992. Parastasia glottidion ingår i släktet Parastasia och familjen Rutelidae. Inga underarter finns listade i Catalogue of Life.